# الدوري الأيرلندي 1906–07
الدوري الأيرلندي 1906–07 (بالإنجليزية: 1906–07 Irish League)‏ هو الموسم 17 من الدوري الأيرلندي. أشرف على تنظيمه الاتحاد الأيرلندي لكرة القدم، وفاز فيه نادي لينفيلد.